# Psephotus
Genre
Psephotus est un genre d'oiseaux de la famille des Psittacidae.

## Liste d'espèces
Selon la classification de référence du Congrès ornithologique international (version 6.4, 2016) :
- Psephotus haematonotus – Perruche à croupion rouge